# 駐韓美軍裝甲車碾死女學生事件

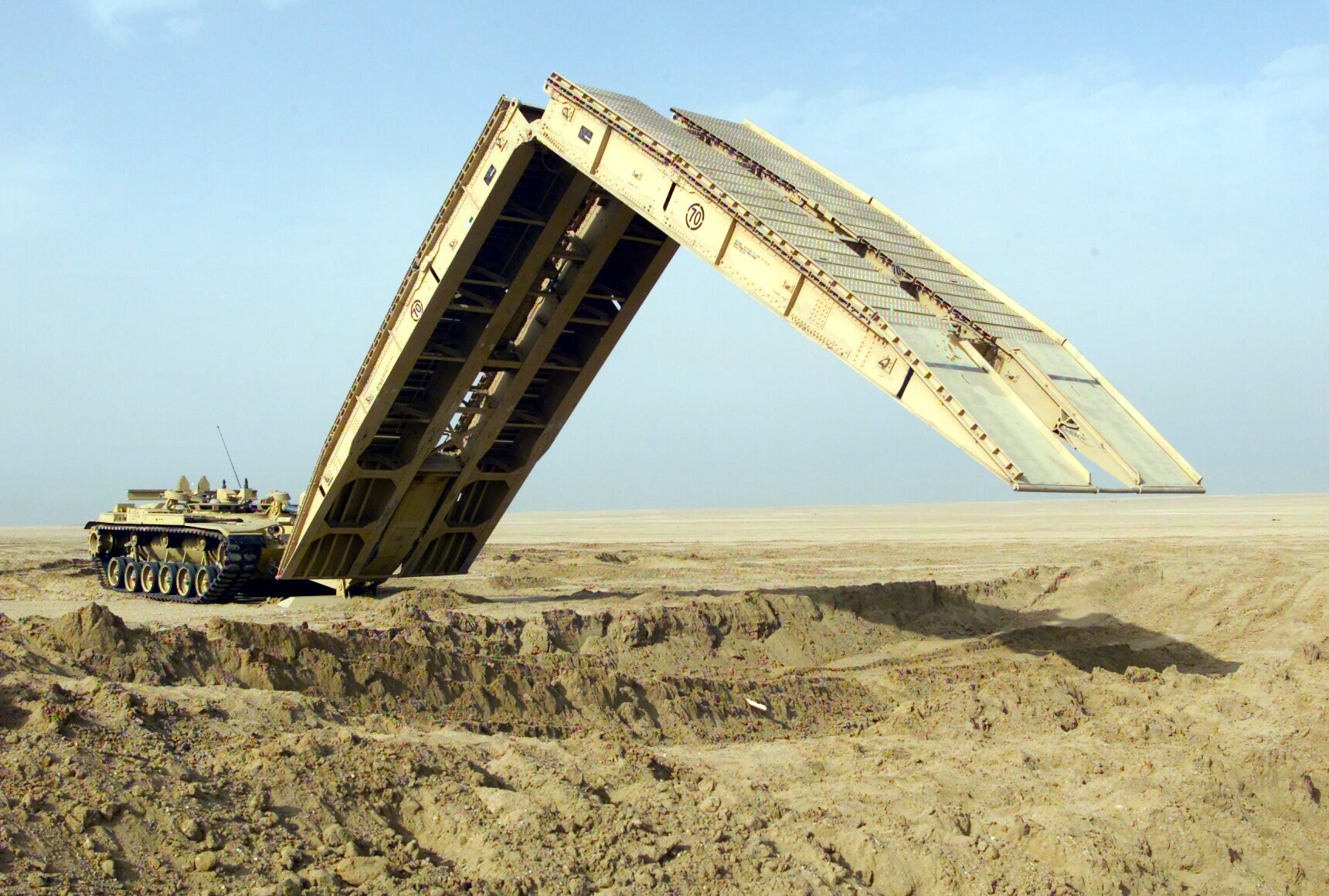
2003年2月攝製的M60 AVLB

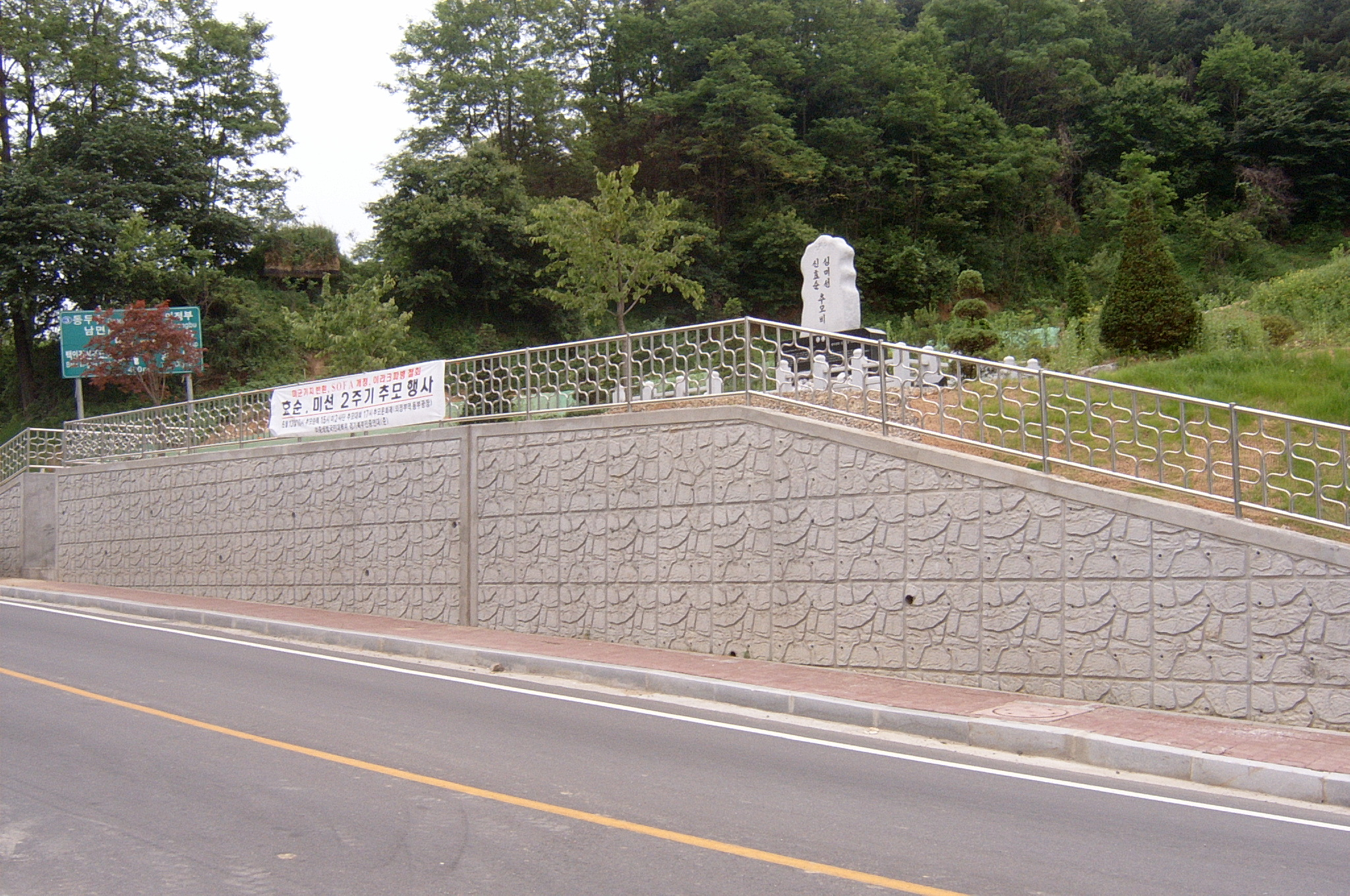
出事道路上方所立的紀念碑

駐韓美軍裝甲車碾死女學生事件 (韩语：／； 英語︰Yangju Highway Incident)，發生於2002年6月13日的韓國京畿道楊州郡（今楊州市）。該事件中，駐韓美軍第2步兵師的一個營在進行訓練時，所屬的一輛推進橋裝甲車於公路上碾過壓死了兩名當地女中學生，這場事故在韓國引發了大規模的反美聲浪。

## 事故發生

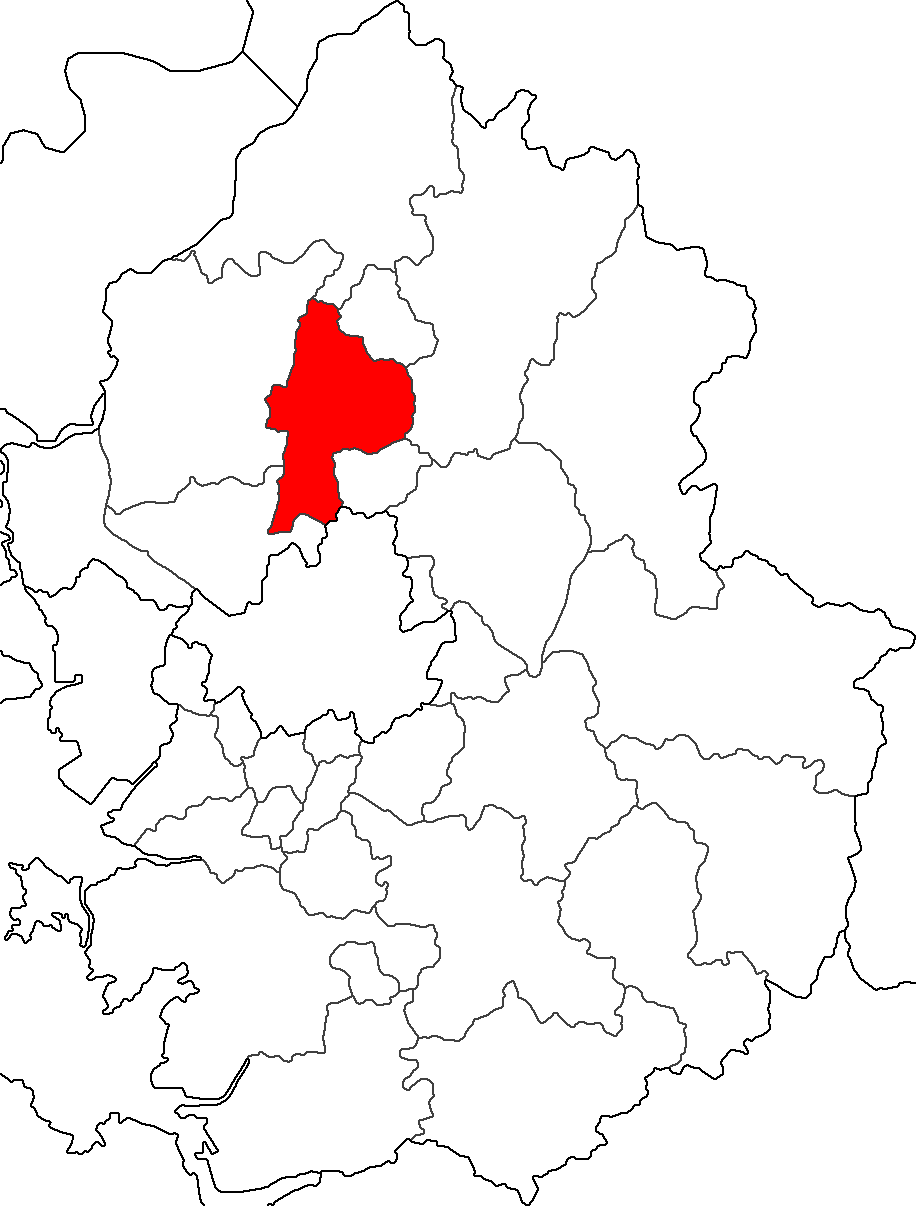
楊州市

2002年6月13日星期四，辛孝純（신효순）和沈美善（심미선）兩名女學生前往鄰村參加同學的慶生派對。同日，隸屬於駐韓美軍第八軍團第2步兵師44工兵營的工程車隊準備前往漢城（今首爾）都會區北方19公里處的一座靶場參與軍事演習。當車隊中一輛重達57短噸（52公噸）的裝甲車行經兩名女學生行走的鄉間窄路時，於上午10時左右從後方撞上了行走於右側路肩的兩人，她們當場被輾斃。

### 時間線
- 2002年6月13日 – 辛孝純及沈美善在上午前往鄰村時，被美軍M88裝甲車輾過壓死。
- 2002年6月14日 – 美軍第2步兵師參謀長等人前往燒香、問喪，付給被害學生家屬每人100萬韓圓慰問金。
- 2002年7月3日 – 裝甲車駕駛員和管制兵以過失致死罪被美國軍事法院起訴。
- 2002年7月10日 - 大韓民國法務部首次就此事向美方發出通告，要求移交肇事人士，但美軍拒絕。
- 2002年11月20日和22日 - 尼诺和沃克两人先后在美國軍事法院被判无罪。
- 2002年12月 - 韓國各地爆發反美示威。
- 2003年 – 紀念碑在事故現場建成。37°51′27.80″N 126°56′56.30″E / 37.8577222°N 126.9489722°E

## 事後處理
7月5日，根據駐韓美軍地位協定，美軍以美國軍法的規定處置在韓犯罪的美軍人員。美軍以統一軍法典（UCMJ）中的過失致死罪起訴了當時操縱裝甲車的兩名美軍，分別是駕駛兵馬克·沃克中士（Sgt. Mark Walker）和管制兵費爾南多·尼諾中士（Sgt. Fernando Nino），理由是「未注意車輛之安全操作」。
然而在7月10日，大韓民國法務部為了能以韓國法律在民事法庭中起訴兩名肇事美兵，而提出了請駐韓美軍司令部將該案裁判權移交給韓國司法系統審判的請求書。因為根據韓美地位協定，駐韓美軍司令官在規定上能於斟酌後，將原本由美軍軍法處理的人員移交給韓方辦理。
然而，驻韩美军法务发言人肯特·迈尔斯上校（Colonel Kent Myers）却表示，由于担心会设立允许平民阻碍美军人员的先例，美军将不会把当事人交给韩方处置，他还表示，美军先前仅有一次将审判权交给韩方，因为当时涉及的是故意犯行而非过失。迈尔斯表示，当时两位美军士兵是受命执勤，不违反军法典。
尽管拒绝了韩国法务部的请求，美军仍邀请包括韩国法务部、外交通商部、非政府组织和30余家媒体旁听审判，审判会场亦安排摄影机实时转播。受害人家属也受邀观看，使用单独设置的摄像机，并有翻译和军法律师讲解。
审判过程中，尼诺中士称他已提醒沃克中士在路边有女生行走，然而沃克中士可能因为通信不良或为了与其他车辆通信改换频率而没能听见。
最终，2002年11月20日和22日，尼诺和沃克两人先后被判无罪。韩国法务部对判决表示失望但予以尊重。

## 反美抗議爆發
兩名軍人無罪釋放的決定在韓國各地引發了反美情緒，BBC新聞報導稱這是韓國近年內最大型的反美示威。報導還指這個問題將成為2002年韓國總統選舉的重要因素。兩名女孩的死亡及無罪釋放決定，在韓國多個地方引發了抗議。民众组织游行，质疑美军法庭是否合法公正，表示希望加強對駐韓美軍的控制，並敦促修改駐韓美軍地位協定。活躍於反美軍運動的韓國天主教神父文正賢(문정현)在美國駐韓大使館外絕食抗議。首爾舉行的有超過五萬人參加的集會，在各美軍設施外也有一系列大型示威活動，有些人更對龍山駐軍基地美軍人員發動了包括燃燒彈在內的襲擊。2002年12月的一次事件中，美國陸軍軍官史蒂文.A.博伊蘭中校(Lieutenant Colonel Steven A. Boylan)在駐軍營地外遭到三名韓國男子持刀襲擊，受了輕傷。博伊蘭是因為在這事件中作為美軍發言人，從而引起公眾的注意。

## 餘波
2012年知名韓國歌手Psy被美媒發現曾參與相當的反美示威，引起美國公眾的反感。12月17日Psy發表了道歉聲明。
2012年5月，事件发生10年后，驻韩美军地位协定修改，若嫌疑人是美军关系者，在起诉前韩方是可以引渡的。
2017年6月13日，多名K-pop明星抵制美軍營地的活動，理由是抗議該活動在事件15週年之際舉行。

## 外部連結
- 駐韓美軍撤收運動本部 （页面存档备份，存于）
- 駐韓美軍犯罪根絶運動本部 （页面存档备份，存于）
- 司法當局 幇助하에 美軍 犯罪者 出國 （页面存档备份，存于） (오마이뉴스)